# Rose and Crown Club
Le Rose and Crown Club est une société d'artistes et d'amateurs britanniques, composée de peintres, de sculpteurs, d'architectes, de musiciens, de collectionneurs et d'érudits, et formée à Londres en 1704. L'un des plus importants gentlemen's clubs artistiques londoniens de son temps, il disparaît en 1745.

## Histoire
Au tout début du XVIIIe siècle, l'Angleterre ne dispose ni d'une académie de peinture et sculpture patronnée par l'État, ni d'un salon officiel et encore moins d'un marché de l'art structuré ; cependant que les maisons de ventes et la haute bourgeoisie y brassent déjà une quantité importante d'œuvres, la compétition entre les artistes est intense. De jeunes gens décident alors de s'organiser en société informelle et de constituer des réseaux. En 1689, avait été fondé, en partie par Antoine van Dyck, le club des Virtuosi of St Luke, sorte de pendant aux guildes du même nom établies depuis longtemps en Flandre, qui reste la plus ancienne formation de ce type en Angleterre et la plus prestigieuse. George Vertue la qualifiait d'élitiste car assez fière de son ancienneté, et puis ne se réunissant que le 18 octobre, jour fêté de saint Luc.
Aussi, en 1704, décide-t-il avec un groupe d'amis de fonder, en une forme de parodie des Virtuosi, le Rose and Crown Club. Les « Rosacoroniens » se définissent d'abord par leurs rapports d'amitié et leurs savoirs (leur nom est suivi de « for Eminent Artificers of this Nation »), très larges et variés, ils sont « a bawdy assembly of younger artists and cognoscenti, which met weekly » (« une assemblée un peu paillarde de jeunes artistes et d'érudits, qui se réunit chaque semaine »), et leur plaisir préféré est de discuter librement autour d'une table ronde couverte de boissons, de jouer de la musique, d'organiser des tombolas avec comme prix des œuvres, qu'ils remettaient en jeu la fois suivante. Enfin, le club n'est pas réservé qu'à des plasticiens. Les réunions ont lieu en général dans des sortes de coffee-house ou de taverne, à l'étage. On peut supposer que le nom du club provient du nom du lieu originel de la réunion (ce fut le cas par exemple pour le Old Slaughter's Club, mais pas pour la Société des Dilettanti ni la Sublime Society of Beef Steaks ; la localisation exacte n'est pas connue, mais on suppose qu'elle se situe à Covent Garden. Un formidable festin était organisé chaque année, le même jour que celui des Virtuosi, afin de les concurrencer ou se s'en moquer.
Le Rose and Crown Club est contemporain de l'ouverture d'une première école privée de peinture sur Grand Queen Street, dirigée notamment par Godfrey Kneller (1711), puis de la St Martin's Lane Academy, écoles où l'on retrouve des membres éminents du club.
La dernière réunion se déroula en 1745 à la Half-Moon Tavern. La société des Virtuosi fut dissoute la même année.

## Membres

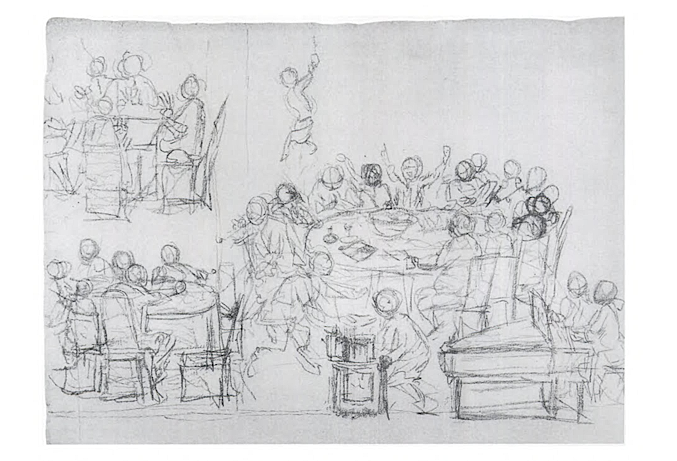
Esquisse tirée des carnets de George Vertue (vers 1724).

C'est essentiellement grâce aux carnets de notes de Vertue que nous sont parvenus les noms de certains membres et des détails sur l'organisation.
Il existe une esquisse par Vertue représentant l'une des réunions du club vers 1724, hélas non légendée, mais qui montre une quinzaine de convives autour d'une table. Le tableau de Gawen Hamilton, A Conversation of Virtuosis at the Kings Arms (in Bond Street) (1734-1735), s'il représente treize artistes en conversation, n'est ni lié aux réunions du Rose and Crown ni à celles des Virtuosi (en dépit du titre) bien que certaines personnalités qui y figurent appartiennent également au deux clubs. Par ailleurs, la mise en scène, l'atmosphère guindée et très civilisée de ce tableau, n'est pas à l'image de la réalité, si l'on en croit Vertue et William Hogarth lui-même — le seul à avoir osé, dans certaines de ses compositions, donner une idée de l'atmosphère joyeuse et relâchée qui devait régner dans ce genre de situations.
Extrait de la liste établie par Vertue :
- Bernard Baron
- Gerhard Bockman (en)
- Pieter III Casteels
- Michael Dahl
- Henry Fielding
- James Gibbs
- Gawen Hamilton
- William Hogarth
- Hans Hysing (en)
- William Kent
- Marcellus Laroon le Jeune
- Bernard Lens III (en)
- John Michael Rysbrack
- Peter Tillemans
- John Vanderbank
- George Vertue
- John Wootton
- Christian Friedrich Zincke (en)